# MC Breed
Eric Breed, född 12 juni 1971, död 22 november 2008, mest känd som MC Breed, var en amerikansk rappare. Han är mest känd för låten Gotta Get Mine som han gjorde tillsammans med en annan hiphop-legend: den avlidne Tupac 2pac Amaru Shakur. Låten fanns på albumet: The New Breed som släpptes 1993. I slutet på år 2008 avled MC Breed.

## Diskografi

### Album
- 1991 MC Breed & DFC
- 1992 20 Below
- 1993 The New Breed
- 1994 Funkafied
- 1995 Big Baller
- 1996 To Da Beat Ch'all
- 1997 Saucy
- 1998 Flatline
- 1999 It's All Good
- 2000 The Thugz
- 2000 Rare Breed
- 2001 The Fharmacist
- 2004 The New Prescription